# سیسیل (آلاباما)
سیسیل (به انگلیسی: Cecil) یک منطقهٔ مسکونی در ایالات متحده آمریکا است که در شهرستان مونتگومری، آلاباما واقع شده‌است. سیسیل ۷۲٫۸۵ متر بالاتر از سطح دریا واقع شده‌است.